# Петеркова, Валентина Александровна
Валенти́на Алекса́ндровна Петеркова (род. 1 декабря 1941) —российский педиатр, специалист в области детской эндокринологии, академик РАН (2016).

## Биография
Родилась 1 декабря 1941 года.
В 1966 году окончила Лечебный факультет 2-го Московского медицинского института имени Н. И. Пирогова.
Затем училась в ординатуре Института педиатрии АМН СССР, а в 1968 году поступила в аспирантура на кафедре детских болезней 2-го МОЛГМИ.
С 1971 по 1990 годы работала на кафедре детских болезней 2-го МОЛГМИ, последовательно прошла путь от ассистента до профессора кафедры.
С 1990 года по сегодняшний день работает в Эндокринологическом научном центре.
В течение 20 лет возглавляет детскую клинику Эндокринологического научного центра, которая по её инициативе реорганизована в 2002 году в Институт детской эндокринологии ФГБУ. Заместитель директора ФГБУ «Эндокринологический научный центр».
В 2011 году избрана членом-корреспондентом РАМН.
В 2014 году избрана членом-корреспондентом РАН (в рамках присоединения РАМН к РАН)
В 2016 году избрана академиком РАН.
Главный внештатный специалист (главный детский эндокринолог) Министерства здравоохранения Российской Федерации.

## Научная деятельность
Специалист в области детской эндокринологии.
Основные научные результаты В. А. Петерковой:
- разработка и внедрение молекулярно-генетических методов диагностики эндокринных заболеваний у детей, создание программы медико-генетического консультирования семей, имеющих детей с сахарным диабетом;
- разработка алгоритмов лечения различных форм низкорослости у детей, внедрение методики ростостимулирующей терапии при дефиците гормона роста, инициация создания национального регистра детей с соматотропной недостаточностью;
- разработка принципов скрининга новорожденных на врожденный гипотиреоз и врожденную дисфункцию коры надпочечников в Российской Федерации, алгоритмов мониторинга и реабилитации у детей после удаления опухолей гипоталамо-гипофизарной области;
- разработка и внедрение стандартов оказания медицинской помощи, клинических рекомендаций (протоколов) и национальных консенсусов для детей с эндокринными заболеваниями.

Под её руководством защищено 12 докторских и 39 кандидатских диссертаций.
Автор более 400 научных публикаций, в том числе 14 монографий. Индекс Хирша (по РИНЦ) — 27.
Заместитель главного редактора журнала «Проблемы эндокринологии», член редколлегии журналов «Педиатрия» и «Российский педиатрический журнал».
Секретарь проблемной комиссии Фармкомитета МЗ РФ по эндокринологии, член Европейского общества педиатров-эндокринологов (ESPE), член правления Московского общества детских врачей и Московской городской ассоциации эндокринологов.
С 2004 по 2014 годы — являлась президентом Общероссийской общественной организации инвалидов «Российская Диабетическая Ассоциация». С ноября 2014 года — избрана вице-президентом президиума ОООИ «Российская диабетическая ассоциация».

## Награды
- Орден Почёта (2025)[1]
- Орден Дружбы (2008)
- Премия Правительства РФ в области науки и техники (2012)
- Заслуженный врач Российской Федерации (2014)
- Национальная премия «Призвание» за 2004 год в номинации «За создание нового направления в медицине» — за разработку системы диагностики и лечения низкорослости у детей.[2]